# Binwell Sinyangwe
Binwell Sinyangwe es un escritor de Zambia nacido en 1956.
Estudió economía industrial en Bucarest.

## Libros publicados
- A Cowrie of Hope (African Writers Series) , 2000
- Quills of Desire (Public Policy Series) , 2001

## Enlalces externos
- https://web.archive.org/web/20110519041710/http://www.mavicanet.com/lite/fra/40156.html

- Datos: Q2903991